# Kazimierz Albert
Kazimierz Karol Albert (ur. 1 stycznia 1897 w Szczepiatynie, zm. 1977) – major piechoty Wojska Polskiego.

## Życiorys
Urodził się w Szczepiatynie, w ówczesnym powiecie rawskim Królestwa Galicji i Lodomerii, w rodzinie Jerzego . W czasie I wojny światowej walczył w szeregach cesarskiej i królewskiej armii. Jego oddziałem macierzystym był Galicyjski Pułk Piechoty Nr 55 ze Lwowa. Na stopień podporucznika został mianowany ze starszeństwem z 1 stycznia 1918 roku w korpusie oficerów rezerwy piechoty.
1 czerwca 1921 roku pełnił służbę w 2 dywizjonie żandarmerii polowej etapowej, a jego oddziałem macierzystym był 4 pułk Strzelców Podhalańskich. 3 maja 1922 roku został zweryfikowany w stopniu porucznika ze starszeństwem z dniem 1 czerwca 1919 roku i 990. lokatą w korpusie oficerów piechoty. Jego oddziałem macierzystym był nadal 4 pułk Strzelców Podhalańskich w Cieszynie. Później został przeniesiony do 34 pułku piechoty w Białej Podlaskiej. W listopadzie 1924 roku został przydzielony z 34 pp do Powiatowej Komendy Uzupełnień Biała Podlaska na stanowisko oficera instrukcyjnego. W marcu 1926 roku, w związku z likwidacją stanowiska oficera instrukcyjnego, został przydzielony do macierzystego pułku. W Białej Podlaskiej pełnił służbę przez kolejnych osiem lat. 3 maja 1926 roku został mianowany kapitanem ze starszeństwem z dniem 1 lipca 1925 roku i 73. lokatą w korpusie oficerów piechoty. Z dniem 10 września 1934 roku został przeniesiony do Szkoły Podchorążych Piechoty w Ostrowi Mazowieckiej. Na stopień majora został mianowany ze starszeństwem z 19 marca 1937 roku i 47. lokatą w korpusie oficerów piechoty. Następnie został przeniesiony do 40 pułku piechoty we Lwowie, w którym dowodził I batalionem.
Na czele tego batalionu walczył w obronie Warszawy. Po kapitulacji załogi stolicy dostał się do niemieckiej niewoli. 31 marca 1940 roku został przeniesiony z Oflagu X B do Oflagu X A, a później do Oflagu VI B Dössel. 16 kwietnia 1946 przyjechał do Szczecina, skąd udał się do Bielska .

## Ordery i odznaczenia
- Krzyż Srebrny Orderu Wojskowego Virtuti Militari[20]
- Krzyż Walecznych „za czyny męstwa i odwagi wykazane w bojach toczonych w latach 1918–1921”[21]
- Krzyż Walecznych (trzykrotnie) „za czyny męstwa i odwagi wykazane w wojnie rozpoczętej 1 września 1939 roku”[22]
- Złoty Krzyż Zasługi (25 maja 1939)[23][24]
- Krzyż Wojskowy Karola (Austro-Węgry)[25]